# Первомайський (Нехаєвський район)
Первомайський (рос. Первомайский) — селище у Нехаєвському районі Волгоградської області Російської Федерації.
Населення становить 25 осіб. Входить до складу муніципального утворення Верхнєріченське сільське поселення.

## Історія
Селище розташоване у межах українського історичного та культурного регіону Жовтий Клин.
Згідно із законом від 14 лютого 2005 року № 1006-ОД органом місцевого самоврядування є Верхнєріченське сільське поселення.

## Населення
| 2010 |
| ---- |
| 25   |